# Moschettiere

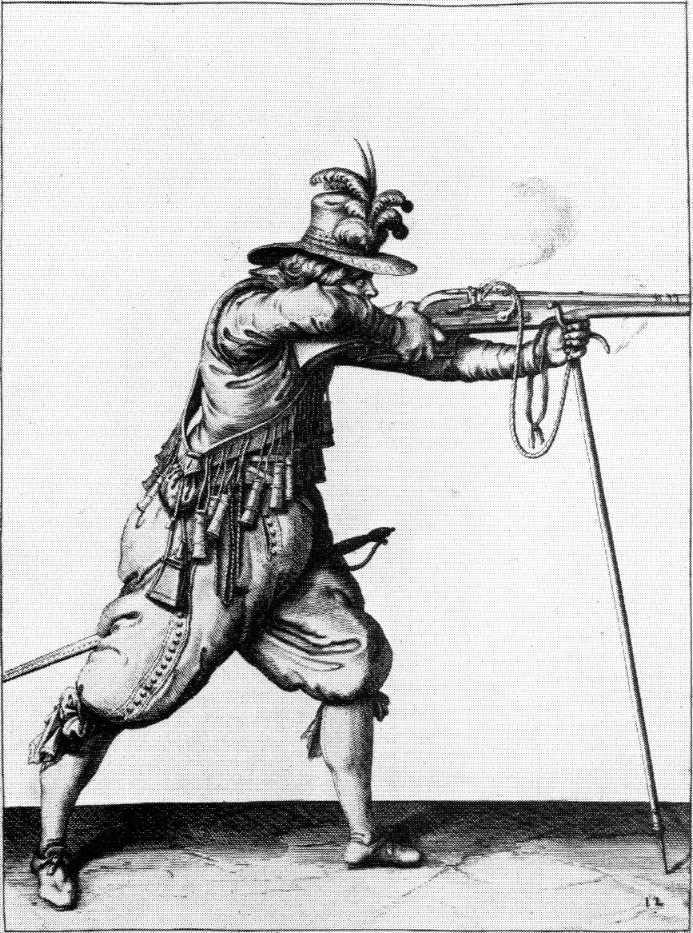
Moschettiere nel XVII secolo

Il moschettiere è un soldato armato di moschetto.
I moschettieri ebbero una parte importante nei primi eserciti moderni, in particolare in Europa. Nella maggior parte dei casi servivano a piedi come fanteria e in qualche caso a cavallo: come cavaliere o dragone. Scomparvero progressivamente con l'adozione dei più moderni fucili durante la metà degli anni 50 del 1800.

## Storia
Il termine moschettiere va essenzialmente riferito all'epoca compresa tra il 1550, circa, ed i primi anni del XIX secolo.
Durante tutto il XVI secolo si ebbero, nelle compagnie di picchieri, soldati armati di moschetto come nei tercios spagnoli e nelle armate imperiali di Carlo V, e presso tutti gli eserciti, per poi essere soppressi a partire dalla meta del XIX secolo con l'avvento del moschetto quale fucile d'ordinanza nelle forze armate.

## Caratteristiche
L'arma era molto pesante, tanto che ogni moschettiere disponeva di un cavalletto per appoggiare l'arma durante le fasi di mira e fuoco.
Di massima questi soldati, oltre al moschetto, portavano la spada e la daga. L'armatura era quasi del tutto assente e si limitava ad un "coppo": cappello a larghe tese rinforzato all'interno con una struttura in metallo.

## Unità militari famose

### Francia

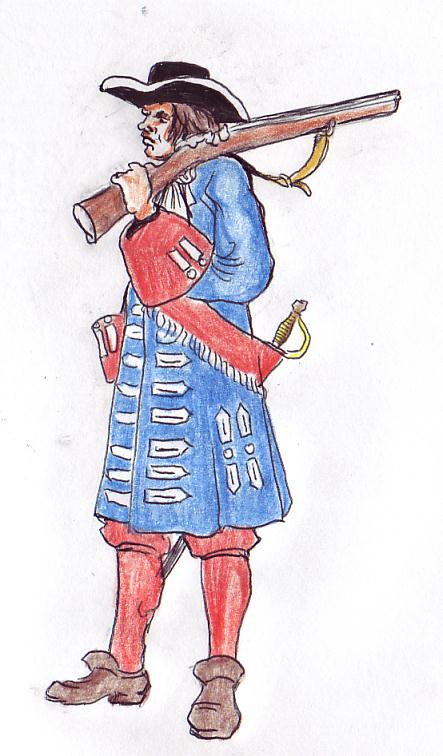
Un caporale moschettiere del Reggimento granatieri di Francia (1672).

I reparti moschettieri ebbero particolare sviluppo nella Francia dove ne troviamo traccia sino al 1815. Nel 1600 Enrico IV creò il suo personale servizio d'onore con una compagnia di gentiluomini armati di carabina che furono detti carabinieri, e nel 1622 Luigi XIII, avendo armato tale reparto di moschetto, fece ad esso assumere la denominazione di Moschettieri della Guardia.
Questa compagnia fu soppressa nel 1646 e ricostituita nel 1657 da Luigi XIV, che nel 1664 formò una seconda compagnia di moschettieri. Si ebbero così due compagnie che si differenziavano l'una dall'altra dal colore delle bardature dei cavalli, grigi o bianchi. Ciascuna compagnia comprendeva duecentocinquanta uomini, ognuno dei quali doveva equipaggiarsi a proprie spese. Il re non dava che una casacca ed un moschetto. Una compagnia portava sulla bandiera il motto: Quo ruit, et lethum, l'altra portava il motto: Alterius Jovis altera tela. Non dall'inizio i moschettieri erano una guardia reale. Una compagnia di moschettieri venne fatta all'inizio diventare guardia del Cardinale Richelieu, poi del Cardinale Mazzarino, e dalla sua morte passarono infine al servizio reale.
Con Luigi XIV queste due compagnie funzionarono come da scuola militare per i giovani della nobiltà, tra i quali appare dal 1670 circa anche un giovane nobile piemontese Michele Angelo Borio.
Soppressi nel 1775, furono riorganizzati nel 1789. Ancora disciolti nel 1792, essi riapparvero nel 1814, ma furono definitivamente soppressi nel 1815.
Della compagnia dei Moschettieri grigi fece parte Charles de Batz de Castelmore d'Artagnan, alla cui figura si ispirò lo scrittore Alexandre Dumas per scrivere il suo capolavoro I tre moschettieri.
I moschettieri costituirono corpi speciali dell'esercito anche in altre Nazioni, come in Russia.

### Regno di Sardegna
In Sardegna il corpo detto dei Cavalleggeri di Sardegna venne dal 1818 al 1819 denominato dei Moschettieri di Sardegna. Fu costituito su tre compagnie: in tutto tredici ufficiali e trecento uomini di truppa, comandati da un colonnello. Prestò servizio di gendarmeria, come il precedente corpo, e come quello sostituì, e fu chiamato Cacciatori Reali di Sardegna.
La compagnia dei moschettieri fu costituita nel 1825 nel Regno di Sardegna, a sostituzione della disciolta compagnia Gendarmi con sede in Savona. Ebbe l'organico di ottanta uomini, e il compito di custodire i condannati alla reclusione militare.
Una seconda compagnia fu istituita nel 1860, e due anni dopo entrambe presero il nome di Corpo Moschettieri, venendovi aggiunta una terza compagnia.

### Regno di Spagna
Nell'esercito spagnolo , il Tercio o la piazza spagnola era una formazione di fanteria mista che teoricamente poteva contenere fino a 3.000 picchieri, spadaccini e moschettieri, anche se, sul campo di battaglia, di solito era molto più piccola. Era quasi invincibile nella sua era, capitalizzando la forza bruta e le abilità a distanza ravvicinata dei picchieri e le capacità proiettili a lungo raggio dei moschetti. In pratica, appariva come una falange formata liberamente in funzione, ma era molto più flessibile e letale. I moschettieri con equipaggio di moschettieri furono sviluppati dai primi coronelias arquebusier con equipaggio, che aveva fermamente stabilito la loro temibile reputazione sconfiggendo i francesi e catturando il loro re nella battaglia di Pavia nel 1525

### Italia
Nel 1864 furono soppresse due compagnie, e una venne soppressa nuovamente nel 1869. Poi, nel 1873, col riordinamento degli stabilimenti militari di pena e delle compagnie di disciplina, il corpo dei moschettieri cessò di esistere.
Durante il governo Mussolini, il Reparto di Milizia Volontaria per la Sicurezza Nazionale fu costituito a Roma da giovani fascisti, armati di moschetto, i quali presenziavano come guardia d'onore nelle cerimonie alle quali interveniva Mussolini.
Sino all'inizio della seconda guerra mondiale una squadra di bersaglieri disponeva di dieci moschetti, undici con il caposquadra, e di cui cinque dotati di moschetto con tromboncino.